# Eckerö Line

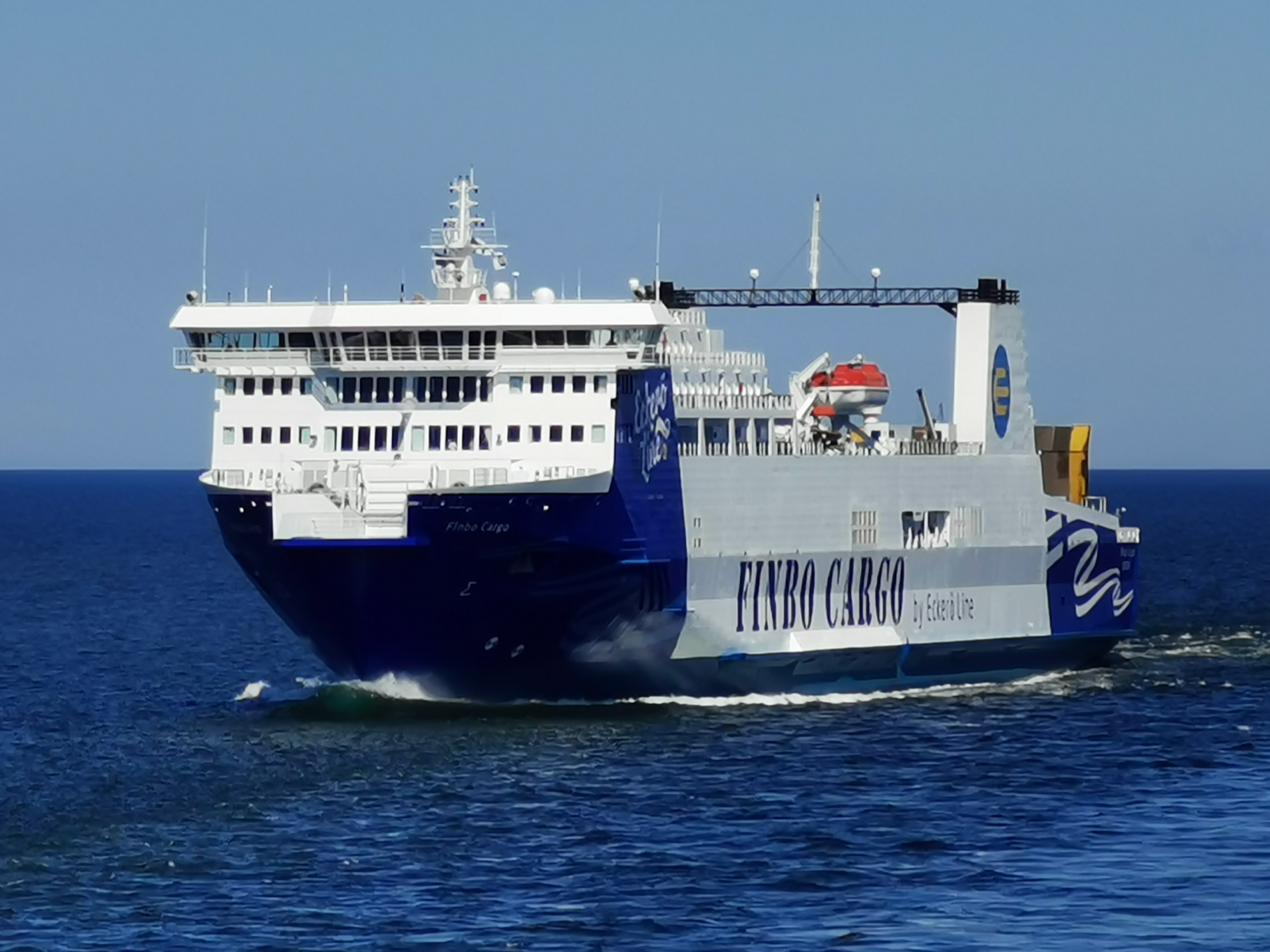
De Finbo cargo

Eckerö Line is een Ålands bedrijf dat een passagiers-veerverbinding onderhoudt over de Finse golf tussen Helsinki in Finland en Tallinn in Estland. Daarnaast wordt een tussen deze twee landen ook een vrachtverbinding onderhouden, tussen Vuosaari (Finland) en Muuga (Estland).
Eigenaar is de rederij 'Rederiaktiebolaget Eckerö'. Dit bedrijf is eveneens eigenaar van Eckerö Linjen, Eckerö Shipping (voorheen Birka Cargo) en Williams Buss. Ofschoon Eckerö Linjen en Eckerö Line twee aparte bedrijven zijn, zijn ze eigendom van dezelfde eigenaar en lenen ze regelmatig schepen aan elkaar uit.

## Geschiedenis
In 1992 stichtten Rederiaktiebolaget Eckerö en Birka Line een gemeenschappelijke dochteronderneming Eestin Linjat om het schip Alandia te exploiteren op de snel toenemende route tussen Helsinki en Tallinn. Na de ramp met de Estonia, welk schip overigens van een heel andere rederij was, wilde men de associatie met de naam 'Estonia' niet meer in de bedrijfsnaam hebben, en daarom werd het bedrijf in 1995 omgedoopt tot  Eckerö Line (met een huisstijl die overeenkwam met die van het zusterbedrijf Eckerö Linjen). In dat jaar werd ook een tweede schip, Apollo, aangeschaft en toegevoegd aan de dienstregeling.
In 1998 kocht Eckerö Line een cruiseferry aan: Nordlandia. Dit schip verving de beide eerdere schepen. In mei 2004 werd vervolgens het gecombineerde vracht-/passagiersschip Translandia aangeschaft, omdat Estland toen deel ging uitmaken van de Europese Unie, en daardoor de behoefte aan vrachttransport sterk toenam. In 2013 werd dit schip weer verkocht, nadat een jaar eerder de Finlandia was aangekocht.
In mei 2019 werd de European Endeavour aangekocht van P&O Ferries, en omgedoopt tot Finbo Cargo.

## Vloot
- Finlandia: Helsinki - Tallinn (personenvervoer)
- Finbo Cargo: Vuosaari - Muuga (personen- en goederenvervoer)